# Liste des compagnies aériennes en Amérique
Ceci est une liste des compagnies aériennes des Amériques, en activité.

## Liste des compagnies aériennes

### Anguilla
- Anguilla Air Services
- Trans Anguilla Airways

### Barbade
La Barbade n'a pas de compagnies aériennes actives.

### Bonaire
- EZ AIR
- Divi Divi Air

### Curacao
- Divi Divi Air

### Dominique
La Dominique n'a pas de compagnie aérienne active.
États-Unis d'Amérique

### Guyane Française
- Air Guyane Express

### Grenade
La Grenade n'a pas de compagnies aériennes actives.

### Guadeloupe
- Air Antilles Express
- Air Caraïbes

### Martinique
- Air Caraïbes
- Take Air

### Porto Rico
République dominicaine

### Saba
Saba n'a pas de compagnies aériennes actives.

### Saint-Barthélemy
- St Barth Commuter

### Saint-Christophe-et-Niévès
Saint-Kitts-et-Nevis n'a pas de compagnie aérienne active.

### Sainte-Lucie
Sainte-Lucie n'a pas de compagnie aérienne active.

### Saint Martin
Saint-Martin n'a pas de compagnie aérienne active.

### Saint-Martin
- Winair
- Windward Express

### Géorgie du Sud-et-les îles Sandwich du Sud
La Géorgie du Sud et les îles Sandwich du Sud n'ont pas de compagnies aériennes actives.